# Думитру Дедиу
Думитру Дедиу (на румънски: Dumitru Dediu, роден 12 май 1942 в Галац) е космонавт от Румънските военновъздушни сили.
През 1978 г. Дедиу е избран за резерва на Думитру Прунариу за мисията Союз 40.
Днес той служи в Румънската армия и живее в Букурещ.